# Ascianghi (sommergibile)
L’Ascianghi è stato un sommergibile della Regia Marina.

## Storia
Una volta in servizio, nel 1938-40, fu assegnato alla base di Lero, nel Dodecaneso.
Il 10 giugno 1940, data dell'ingresso dell'Italia nel secondo conflitto mondiale, per facendo parte della XV Squadriglia del I Gruppo Sommergibili di La Spezia, era in realtà distaccato nella base di Cagliari. Comandante dell'unità era il tenente di vascello Ugo Gelli.
Il 20 giugno lasciò la base per la prima missione di guerra, nell'area delle Baleari, tra Capo Sant'Antonio e Formentera; all'1.25 del 22 giugno individuò un mercantile armato di grandi dimensioni e l'attaccò con il lancio di quattro siluri, andati a vuoto anche per via del mare agitato. Il sommergibile attaccò allora col cannone colpendo alcune volte la nave, ma quest'ultima aprì il fuoco con l'armamento di bordo, obbligando l’Ascianghi ad allontanarsi. Il sommergibile rientrò alla base il 28 giugno.
Verso la fine del gennaio 1941, essendo partita da Gibilterra, diretta verso est, la Forza H britannica (lo scopo era bombardare Genova), l’Ascianghi fu dislocato in agguato difensivo una ventina di miglia a sudest di Capo Mele; tuttavia, a causa del maltempo, la squadra navale britannica tornò in porto dopo aver attaccato con aerei la diga del Tirso (il bombardamento fu poi comunque svolto il 9 febbraio 1941).
Il 24-29 marzo 1941 fu inviato, unitamente ad altri due sommergibili, tra Alessandria d'Egitto e Capo Krio: le tre unità – disposte ad intervalli di una sessantina di miglia – avrebbero dovuto formare uno sbarramento a copertura della squadra da battaglia impegnata nell'operazione «Gaudo», poi sfociata nel disastro di Capo Matapan (l’Ascianghi non individuò comunque unità nemiche).
Assunse poi il comando dell'unità il tenente di vascello Olinto Di Serio.
Il 20 settembre dello stesso anno il sommergibile fu inviato nel tratto di mare antistante Beirut e Tripoli di Siria; l'indomani incontrò la nave cisterna Antar (389 tsl), registrata, a seconda delle fonti, come polacca o palestinese, ma impiegata per conto degli inglesi, e, dopo aver lasciato il tempo all'equipaggio di abbandonare la nave per scelta umanitaria del Comandante del sommergibile che rischiava attardandosi sul luogo dell'attacco, la mandò a fondo: furono lanciati sei siluri – ripartiti in tre coppiole – e fu necessario il cannone per affondarla a causa del particolare scafo delle petroliere ).
Verso metà di giugno 1942 fu inviato – insieme ad altri quattro sommergibili, tra cui i gemelli Aradam e Dessiè – in agguato tra Malta, Pantelleria e Lampedusa in opposizione al convoglio britannico «Harpoon», nell'ambito della Battaglia di mezzo giugno; tuttavia il sommergibile non avvistò le unità avversarie.
In luglio divenne comandante del sommergibile il tenente di vascello Rodolfo Bombig.
L'11 agosto 1942 fu tra gli undici sommergibili disposti in agguato a settentrione della Tunisia, tra Scoglio Fratelli e Banco Skerki, per attaccare un convoglio britannico per Malta: si trattava dell'operazione britannica «Pedestal», poi sfociata nella Battaglia di mezzo agosto, nella quale comunque questo sommergibile non ebbe alcun ruolo.
Poco dopo assunse il comando del sommergibile il tenente di vascello Rino Erler.
Ad inizio novembre 1942 fu impiegato per una missione di trasporto di 18 tonnellate di munizioni, da Messina a Tobruk; il 3 novembre, mentre navigava alla volta del porto libico, s'imbatté in circa venti militari tedeschi sopravvissuti all'abbattimento dell'aereo che li trasportava, e li trasse in salvo.
L'11 novembre fu inviato in missione nelle acque dell'Algeria. Penetrato nella rada di Bougie, s'imbatté in un gruppo di navi minori britanniche che stavano lasciando il porto, identificate erroneamente come un incrociatore scortato da due cacciatorpediniere. Restando in superficie, l’Ascianghi lanciò, alle 3.39, due siluri contro la seconda nave della fila, mancandola, mentre una seconda coppiola, lanciata alle 3.46 contro l'ultima nave della formazione, andò a segno: una delle armi colpì a centronave, l'altra a proravia della plancia. La nave colpita era il dragamine veloce d'altura HMS Algerine (1040 t), che s'inabissò in breve tempo, cinque miglia a nord di Capo Carbon, con la morte di 24 dei 56 uomini dell'equipaggio. L’Ascianghi eluse la caccia delle altre due navi e rimase nella sua zona d'agguato sino al 16; giunse a Napoli due giorni più tardi.
Nel gennaio del 1943 un controllo giudicò «buono» il suo stato di efficienza.
Nella notte del 2-3 marzo 1943, mentre si trovava in missione nel golfo della Sirte, il sommergibile individuò un convoglio con forte scorta e, portatosi ad 800 metri, lanciò tre siluri contro un cacciatorpediniere; avvistato dalle navi della scorta, dovette precipitosamente immergersi per evitare lo speronamento da parte di una di esse. Furono avvertiti due forti scoppi, ma non esistono riscontri di danneggiamenti.
L’Ascianghi passò poi un certo lasso di tempo in cantiere per lavori di manutenzione; il comandante Erler cedette il comando al giovane sottotenente di vascello Mario Fiorini (questo è stato uno dei pochi casi, se non l'unico, relativamente alla Regia Marina, in cui il comando di un sommergibile sia stato affidato ad un ufficiale di grado inferiore al tenente di vascello).
Il 16 luglio 1943 il sommergibile lasciò Napoli diretto a sudest della Sicilia, a contrasto delle linee che rifornivano le truppe alleate sbarcate sull’isola. Il sommergibile fu l'unico a cui non fu ordinato di spostarsi più al largo.

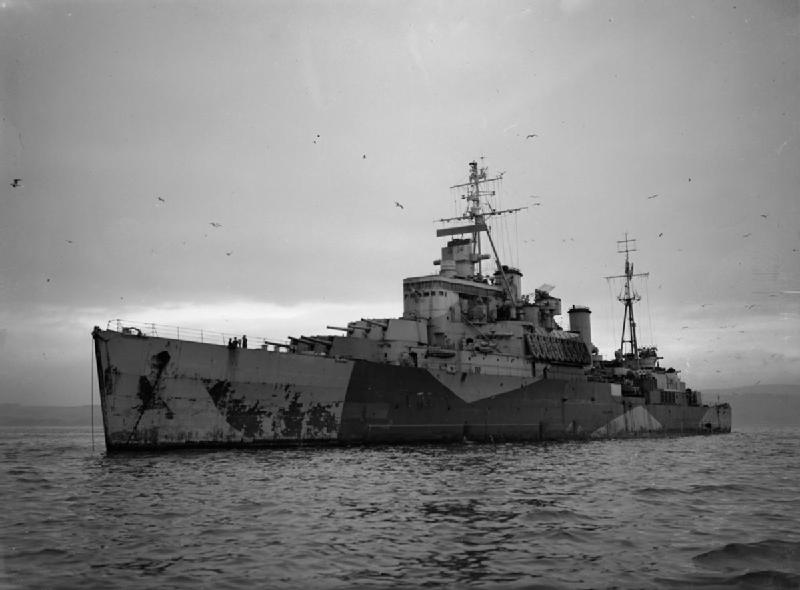
L'incrociatore Newfoundland, probabilmente danneggiato dallAscianghi

Il 23 luglio, mentre, di pomeriggio, si trovava immerso a circa dieci miglia da Augusta, individuò un gruppo di incrociatori e cacciatorpediniere: portatosi a poca distanza, lanciò due siluri, uno dei quali – alle 13.38 – colpì a poppa l'incrociatore leggero HMS Newfoundland, sul quale si ebbero una vittima e pesanti danni, che posero l'incrociatore fuori uso fino al 1944. Alle 15.41 uno dei cacciatorpediniere della scorta, il Laforey, evitò un altro siluro: questo ha portato a mettere in dubbio l'attribuzione del danneggiamento del Newfoundland all’Ascianghi, in quanto, più o meno contemporaneamente, la formazione inglese fu attaccata anche dal sommergibile tedesco U 407: non è quindi certo quale dei due sommergibili abbia colpito il Newfoundland, e quale abbia mancato il Laforey.
Il Laforey passò però quasi subito al contrattacco unitamente ad un secondo cacciatorpediniere, l’Eclipse, iniziando a bombardare l’Ascianghi con numerose cariche di profondità: danneggiato e in via di allagamento, il sommergibile italiano sprofondò oltre la quota di sicurezza e, per evitare di essere distrutto dalla pressione, fu forzato ad emergere, per cercare di reagire col cannone e autoaffondarsi; fu però subito centrato dalle artiglierie delle due navi, con numerosi morti e feriti. Abbandonato dai sopravvissuti, l’Ascianghi affondò di poppa alle 16.23.
Dell'equipaggio del sommergibile morirono un ufficiale (l'aspirante guardiamarina Mario Marinelli), 4 sottufficiali, 4 sottocapi e 14 marinai, mentre 27 sopravvissuti furono recuperati – e fatti prigionieri – dal Laforey e dall’Eclipse.
L’Ascianghi aveva svolto 22 missioni offensivo-esplorative, una di trasporto e 24 di trasferimento, percorrendo in tutto 24.601 miglia in superficie e 4312 in immersione.